# Grand Prix Hiszpanii 2015
Grand Prix Hiszpanii 2015 (oficjalnie Formula 1 Gran Premio de España Pirelli 2015) – piąta eliminacja Mistrzostw Świata Formuły 1 w sezonie 2015. Grand Prix odbyło się 8–10 maja 2015 roku na torze Circuit de Barcelona-Catalunya w Montmeló.

## Lista startowa
Źródło: Wyprzedź Mnie!
Na niebieskim tle kierowcy biorący udział jedynie w piątkowych treningach
| Nr | Kierowca           | Zespół                        | Samochód               | Silnik                         | Opony |
| -- | ------------------ | ----------------------------- | ---------------------- | ------------------------------ | ----- |
| 3  | Daniel Ricciardo   | Infiniti Red Bull Racing      | Red Bull RB11          | Renault Energy F1-2015 1.6T V6 | P     |
| 5  | Sebastian Vettel   | Scuderia Ferrari              | Ferrari SF15-T         | Ferrari 059/4 1.6T V6          | P     |
| 6  | Nico Rosberg       | Mercedes AMG Petronas F1 Team | Mercedes F1 W06 Hybrid | Mercedes-Benz PU106B 1.6T V6   | P     |
| 7  | Kimi Räikkönen     | Scuderia Ferrari              | Ferrari SF15-T         | Ferrari 059/4 1.6T V6          | P     |
| 8  | Romain Grosjean    | Lotus F1 Team                 | Lotus E23 Hybrid       | Mercedes-Benz PU106B 1.6T V6   | P     |
| 9  | Marcus Ericsson    | Sauber F1 Team                | Sauber C34             | Ferrari 059/4 1.6T V6          | P     |
| 11 | Sergio Pérez       | Sahara Force India F1 Team    | Force India VJM08      | Mercedes-Benz PU106B 1.6T V6   | P     |
| 12 | Felipe Nasr        | Sauber F1 Team                | Sauber C34             | Ferrari 059/4 1.6T V6          | P     |
| 13 | Pastor Maldonado   | Lotus F1 Team                 | Lotus E23 Hybrid       | Mercedes-Benz PU106B 1.6T V6   | P     |
| 14 | Fernando Alonso    | McLaren Mercedes              | McLaren MP4-30         | Honda RA615H 1.6T V6           | P     |
| 19 | Felipe Massa       | Williams Martini Racing       | Williams FW37          | Mercedes-Benz PU106B 1.6T V6   | P     |
| 22 | Jenson Button      | McLaren Mercedes              | McLaren MP4-30         | Honda RA615H 1.6T V6           | P     |
| 26 | Daniił Kwiat       | Infiniti Red Bull Racing      | Red Bull RB11          | Renault Energy F1-2015 1.6T V6 | P     |
| 27 | Nico Hülkenberg    | Sahara Force India F1 Team    | Force India VJM08      | Mercedes-Benz PU106B 1.6T V6   | P     |
| 28 | Will Stevens       | Manor Marussia F1 Team        | Marussia MR03B         | Ferrari 059/3 1.6T V6          | P     |
| 30 | Jolyon Palmer      | Lotus F1 Team                 | Lotus E23 Hybrid       | Mercedes-Benz PU106B 1.6T V6   | P     |
| 33 | Max Verstappen     | Scuderia Toro Rosso           | Toro Rosso STR10       | Renault Energy F1-2015 1.6T V6 | P     |
| 36 | Raffaele Marciello | Sauber F1 Team                | Sauber C34             | Ferrari 059/4 1.6T V6          | P     |
| 41 | Susie Wolff        | Williams Martini Racing       | Williams FW37          | Mercedes-Benz PU106B 1.6T V6   | P     |
| 44 | Lewis Hamilton     | Mercedes AMG Petronas F1 Team | Mercedes F1 W06 Hybrid | Mercedes-Benz PU106B 1.6T V6   | P     |
| 55 | Carlos Sainz Jr.   | Scuderia Toro Rosso           | Toro Rosso STR10       | Renault Energy F1-2015 1.6T V6 | P     |
| 77 | Valtteri Bottas    | Williams Martini Racing       | Williams FW37          | Mercedes-Benz PU106B 1.6T V6   | P     |
| 98 | Roberto Merhi      | Manor Marussia F1 Team        | Marussia MR03B         | Ferrari 059/3 1.6T V6          | P     |
| Nr | Kierowca           | Zespół                        | Samochód               | Silnik                         | Opony |

## Wyniki

### Sesje treningowe
Źródło: Wyprzedź Mnie!
| Sesja | Nr | Kierowca       | Konstruktor | Czas     | Okr. |
| ----- | -- | -------------- | ----------- | -------- | ---- |
| 1     | 6  | Nico Rosberg   | Mercedes    | 1:26,828 | 29   |
| 2     | 44 | Lewis Hamilton | Mercedes    | 1:26,852 | 26   |
| 3     | 6  | Nico Rosberg   | Mercedes    | 1:26,021 | 19   |

### Kwalifikacje
Źródło: Wyprzedź Mnie!
| Poz. | Nr | Kierowca         | Konstruktor          | Q1       | Q2       | Q3       | Poz. s. |
| --- | --- | ---------------- | -------------------- | -------- | -------- | -------- | ------- |
| 1 | 6 | Nico Rosberg     | Mercedes             | 1:26,489 | 1:25,165 | 1:24,680 | 1       |
| 2 | 44 | Lewis Hamilton   | Mercedes             | 1:26,382 | 1:25,739 | 1:24,947 | 2       |
| 3 | 5 | Sebastian Vettel | Ferrari              | 1:27,534 | 1:26,167 | 1:25,457 | 3       |
| 4 | 77 | Valtteri Bottas  | Williams–Mercedes    | 1:27,262 | 1:26,197 | 1:25,694 | 4       |
| 5 | 55 | Carlos Sainz Jr. | Toro Rosso–Renault   | 1:26,772 | 1:26,474 | 1:26,135 | 5       |
| 6 | 33 | Max Verstappen   | Toro Rosso–Renault   | 1:27,393 | 1:26,441 | 1:26,248 | 6       |
| 7 | 7 | Kimi Räikkönen   | Ferrari              | 1:26,637 | 1:26,016 | 1:26,414 | 7       |
| 8 | 26 | Daniił Kwiat     | Red Bull–Renault     | 1:27,832 | 1:26,888 | 1:26,629 | 8       |
| 9 | 19 | Felipe Massa     | Williams–Mercedes    | 1:27,165 | 1:26,147 | 1:26,757 | 9       |
| 10 | 3 | Daniel Ricciardo | Red Bull–Renault     | 1:27,611 | 1:26,691 | 1:26,769 | 10      |
| 11 | 8 | Romain Grosjean  | Lotus–Mercedes       | 1:27,382 | 1:27,375 | –        | 11      |
| 12 | 13 | Pastor Maldonado | Lotus–Mercedes       | 1:27,281 | 1:27,450 | –        | 12      |
| 13 | 14 | Fernando Alonso  | McLaren–Honda        | 1:27,941 | 1:27,760 | –        | 13      |
| 14 | 22 | Jenson Button    | McLaren–Honda        | 1:27,813 | 1:27,853 | –        | 14      |
| 15 | 12 | Felipe Nasr      | Sauber–Ferrari       | 1:27,625 | 1:28,004 | –        | 15      |
| 16 | 9 | Marcus Ericsson  | Sauber–Ferrari       | 1:28,111 | –        | –        | 16      |
| 17 | 27 | Nico Hülkenberg  | Force India–Mercedes | 1:28,364 | –        | –        | 17      |
| 18 | 11 | Sergio Pérez     | Force India–Mercedes | 1:28,441 | –        | –        | 18      |
| 19 | 28 | Will Stevens     | Marussia–Ferrari     | 1:31,200 | –        | –        | 19      |
| 20 | 98 | Roberto Merhi    | Marussia–Ferrari     | 1:32,037 | –        | –        | 20      |
| Poz. | Nr | Kierowca         | Konstruktor          | Q1       | Q2       | Q3       | Poz. s. |
| \| Legenda \| Legenda \| \| ------------------------ \| ---------------------------------------------------------------------------------------------------------------------------------------------------------------------------------------------------------------------------------------------------------------- \| \| Poz. Nr Q1 Q2 Q3 Poz. s. \| Pozycja zajęta w sesji kwalifikacyjnej Numer startowy kierowcy Wynik uzyskany w pierwszej części kwalifikacji Wynik uzyskany w drugiej części kwalifikacji Wynik uzyskany w trzeciej części kwalifikacji Pozycja startowa po uwzględnięniu kar, przesunięć, itp. \| | |                  |                      |          |          |          |         |
| Legenda | |                  |                      |          |          |          |         |
| Poz. Nr Q1 Q2 Q3 Poz. s. | Pozycja zajęta w sesji kwalifikacyjnej Numer startowy kierowcy Wynik uzyskany w pierwszej części kwalifikacji Wynik uzyskany w drugiej części kwalifikacji Wynik uzyskany w trzeciej części kwalifikacji Pozycja startowa po uwzględnięniu kar, przesunięć, itp. |                  |                      |          |          |          |         |

### Wyścig

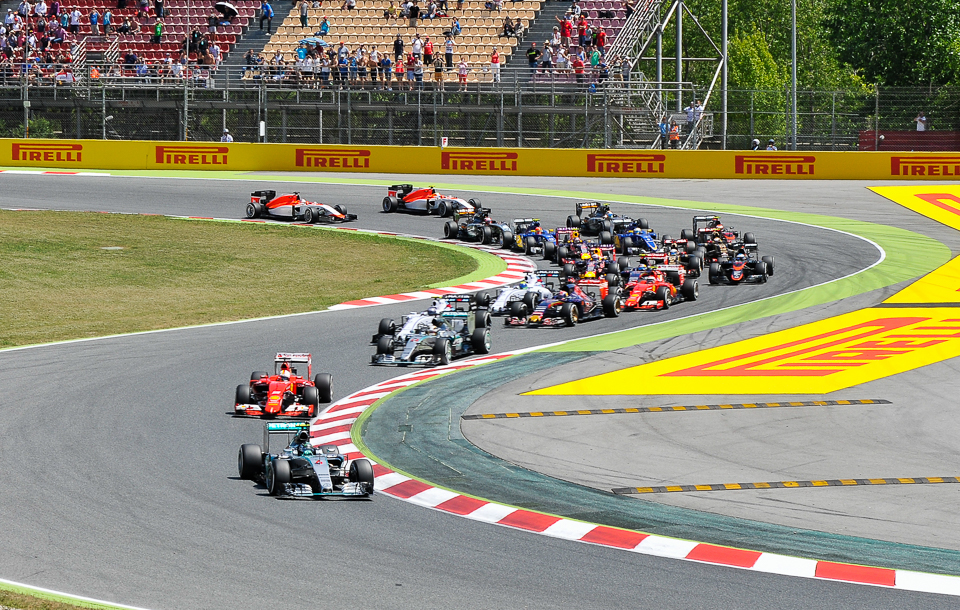
Kierowcy po starcie wyścigu

Źródło: Wyprzedź Mnie!
| P                 | + / –     | Nr | Kierowca         | Konstruktor          | Okr. | Czas / Strata | Komentarz             |
| ----------------- | --------- | -- | ---------------- | -------------------- | ---- | ------------- | --------------------- |
| 1                 | Bez zmian | 6  | Nico Rosberg     | Mercedes             | 66   | 1h41m12,555   |                       |
| 2                 | Bez zmian | 44 | Lewis Hamilton   | Mercedes             | 66   | +0:17,551     |                       |
| 3                 | Bez zmian | 5  | Sebastian Vettel | Ferrari              | 66   | +0:45,342     |                       |
| 4                 | Bez zmian | 77 | Valtteri Bottas  | Williams–Mercedes    | 66   | +0:59,217     |                       |
| 5                 | 2         | 7  | Kimi Räikkönen   | Ferrari              | 66   | +1:00,002     |                       |
| 6                 | 3         | 19 | Felipe Massa     | Williams–Mercedes    | 66   | +1:21,314     |                       |
| 7                 | 3         | 3  | Daniel Ricciardo | Red Bull–Renault     | 65   | +1 okr.       |                       |
| 8                 | 3         | 8  | Romain Grosjean  | Lotus–Mercedes       | 65   | +1 okr.       |                       |
| 9                 | 4         | 55 | Carlos Sainz Jr. | Toro Rosso–Renault   | 65   | +1 okr.       |                       |
| 10                | 2         | 26 | Daniił Kwiat     | Red Bull–Renault     | 65   | +1 okr.       |                       |
| 11                | 5         | 33 | Max Verstappen   | Toro Rosso–Renault   | 65   | +1 okr.       |                       |
| 12                | 3         | 12 | Felipe Nasr      | Sauber–Ferrari       | 65   | +1 okr.       |                       |
| 13                | 5         | 11 | Sergio Pérez     | Force India–Mercedes | 65   | +1 okr.       |                       |
| 14                | 2         | 9  | Marcus Ericsson  | Sauber–Ferrari       | 65   | +1 okr.       |                       |
| 15                | 2         | 27 | Nico Hülkenberg  | Force India–Mercedes | 65   | +1 okr.       |                       |
| 16                | 2         | 22 | Jenson Button    | McLaren–Honda        | 65   | +1 okr.       |                       |
| 17                | 2         | 28 | Will Stevens     | Marussia–Ferrari     | 63   | +3 okr.       |                       |
| 18                | 2         | 98 | Roberto Merhi    | Marussia–Ferrari     | 62   | +4 okr.       |                       |
| Niesklasyfikowani |           |    |                  |                      |      |               |                       |
|                   |           | 13 | Pastor Maldonado | Lotus–Mercedes       | 45   | +21 okr.      | uszkodzenia z kolizji |
|                   |           | 14 | Fernando Alonso  | McLaren–Honda        | 26   | +40 okr.      | hamulce               |
| P                 | + / –     | Nr | Kierowca         | Konstruktor          | Okr. | Czas / Strata | Komentarz             |

### Najszybsze okrążenie
Źródło: Wyprzedź Mnie!
| Nr | Kierowca       | Konstruktor | Czas     | Okr. |
| -- | -------------- | ----------- | -------- | ---- |
| 44 | Lewis Hamilton | Mercedes    | 1:28,269 | 55   |

## Prowadzenie w wyścigu
Źródło: Racing–Reference.info
| Nr                              | Kierowca       | Okrążenia          | Suma |
| ------------------------------- | -------------- | ------------------ | ---- |
| 6                               | Nico Rosberg   | 1-15, 16-45, 50-66 | 60   |
| 44                              | Lewis Hamilton | 45-50              | 5    |
| 7                               | Kimi Räikkönen | 15-16              | 1    |
| \| Wykres \| \| ------ \| \| \| |                |                    |      |
| Wykres                          |                |                    |      |
|                                 |                |                    |      |

## Klasyfikacja po zakończeniu wyścigu

### Kierowcy
| P                 | +/− | Kierowca         | Starty | Punkty | P1 | P2 | P3 | PP | NO | NS |
| ----------------- | --- | ---------------- | ------ | ------ | -- | -- | -- | -- | -- | -- |
| 1                 | 0   | Lewis Hamilton   | 5      | 111    | 3  | 2  | –  | 4  | 3  | –  |
| 2                 | 0   | Nico Rosberg     | 5      | 91     | 1  | 2  | 2  | 1  | 1  | –  |
| 3                 | 0   | Sebastian Vettel | 5      | 80     | 1  | –  | 3  | –  | –  | –  |
| 4                 | 0   | Kimi Räikkönen   | 5      | 52     | –  | 1  | –  | –  | 1  | 1  |
| 5                 | +1  | Valtteri Bottas  | 4      | 42     | –  | –  | –  | –  | –  | –  |
| 6                 | −1  | Felipe Massa     | 5      | 39     | –  | –  | –  | –  | –  | –  |
| 7                 | 0   | Daniel Ricciardo | 5      | 25     | –  | –  | –  | –  | –  | –  |
| 8                 | +1  | Romain Grosjean  | 5      | 16     | –  | –  | –  | –  | –  | 1  |
| 9                 | −1  | Felipe Nasr      | 5      | 14     | –  | –  | –  | –  | –  | –  |
| 10                | +2  | Carlos Sainz Jr. | 5      | 8      | –  | –  | –  | –  | –  | 1  |
| 11                | 0   | Max Verstappen   | 5      | 6      | –  | –  | –  | –  | –  | 2  |
| 12                | −2  | Nico Hülkenberg  | 5      | 6      | –  | –  | –  | –  | –  | 1  |
| 13                | 0   | Sergio Pérez     | 5      | 5      | –  | –  | –  | –  | –  | –  |
| 14                | 0   | Marcus Ericsson  | 5      | 5      | –  | –  | –  | –  | –  | 1  |
| 15                | 0   | Daniił Kwiat     | 4      | 5      | –  | –  | –  | –  | –  | 1  |
| 16                | 0   | Fernando Alonso  | 4      | 0      | –  | –  | –  | –  | –  | 2  |
| 17                | 0   | Jenson Button    | 4      | 0      | –  | –  | –  | –  | –  | 1  |
| 18                | 0   | Roberto Merhi    | 4      | 0      | –  | –  | –  | –  | –  | –  |
| 19                | 0   | Will Stevens     | 3      | 0      | –  | –  | –  | –  | –  | –  |
| 20                | 0   | Pastor Maldonado | 5      | 0      | –  | –  | –  | –  | –  | 4  |
| Niesklasyfikowani |     |                  |        |        |    |    |    |    |    |    |
|                   |     | Kevin Magnussen  | –      | –      | –  | –  | –  | –  | –  | –  |
| P                 | +/− | Kierowca         | Starty | Punkty | P1 | P2 | P3 | PP | NO | NS |

### Konstruktorzy
| P  | +/− | Konstruktor             | Starty | Punkty | P1 | P2 | P3 | PP | NO | NS |
| -- | --- | ----------------------- | ------ | ------ | -- | -- | -- | -- | -- | -- |
| 1  | 0   | Mercedes                | 10     | 202    | 4  | 4  | 2  | 5  | 4  | –  |
| 2  | 0   | Ferrari                 | 10     | 132    | 1  | 1  | 3  | –  | 1  | 1  |
| 3  | 0   | Williams Mercedes       | 9      | 81     | –  | –  | –  | –  | –  | –  |
| 4  | 0   | Red Bull Racing Renault | 10     | 30     | –  | –  | –  | –  | –  | 2  |
| 5  | 0   | Sauber Ferrari          | 10     | 19     | –  | –  | –  | –  | –  | 1  |
| 6  | 0   | Lotus Mercedes          | 10     | 16     | –  | –  | –  | –  | –  | 5  |
| 7  | 0   | STR Renault             | 10     | 14     | –  | –  | –  | –  | –  | 3  |
| 8  | 0   | Force India Mercedes    | 10     | 11     | –  | –  | –  | –  | –  | 1  |
| 9  | 0   | McLaren Honda           | 8      | 0      | –  | –  | –  | –  | –  | 3  |
| 10 | 0   | Marussia Ferrari        | 7      | 0      | –  | –  | –  | –  | –  | –  |
| P  | +/− | Konstruktor             | Starty | Punkty | P1 | P2 | P3 | PP | NO | NS |